# Dictyostelium discoideum
Dictyostelium discoideum és una espècie de micetozou de la classe Dictyostelia que viu a la sorra. Té un cicle vital únic asexual i molt curt que consta de quatre etapes. Aquest organisme s'utilitza per investigació sobre el càncer humà gràcies a la senzillesa del seu cicle vital.